# Denys Monastyrskyj

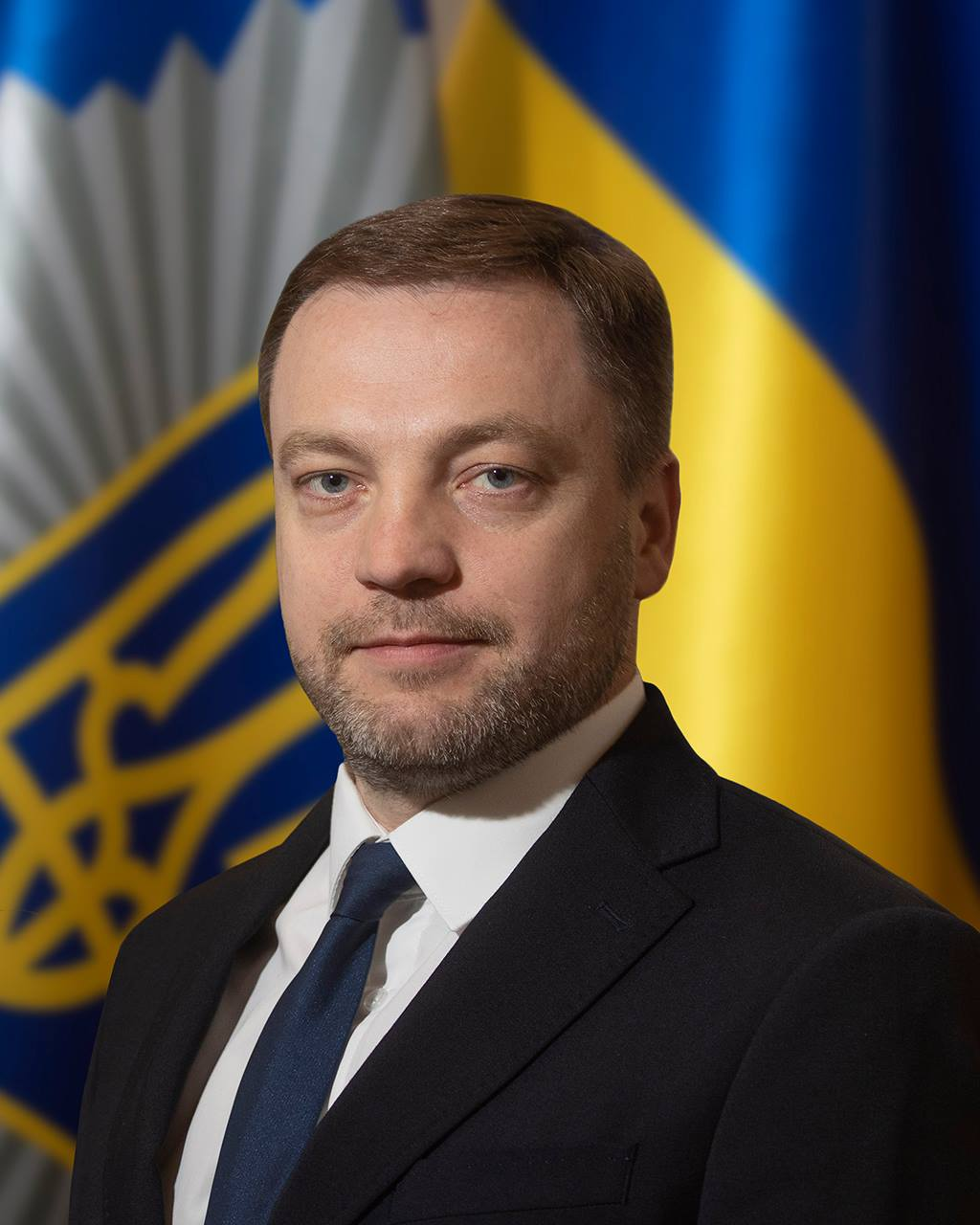
Denys Monastyrskyj (2021)

Denys Anatolijowytsch Monastyrskyj (ukrainisch Денис Анатолійович Монастирський; * 12. Juni 1980 in Chmelnyzkyj; † 18. Januar 2023 in Browary, Oblast Kiew) war ein ukrainischer Politiker und vom 26. Juli 2021 bis zu seinem Tod der Innenminister der Ukraine.

## Leben
Denys Monastyrskyj wurde zur Zeit der Sowjetunion geboren. Er machte an der Fakultät für Recht an der Universität für Management und Recht Chmelnyzkyj seinen Abschluss. Außerdem studierte er an der Nationalen Akademie der Wissenschaften der Ukraine und hatte einen Ph.D. in Rechtswissenschaften. Seit 2007 war Monastyrskyj als Anwalt tätig.
Im Vorfeld der ukrainischen Präsidentschaftswahl 2019 gehörte Monastyrskyj als Experte für die Reform der Strafverfolgung zum Team des Kandidaten und späteren Präsidenten Wolodymyr Selenskyj. Er kandidierte bei der ukrainischen Parlamentswahl 2019 für Selenskyjs Partei Sluha narodu und wurde ins ukrainische Parlament gewählt. Er wurde Leiter des Parlamentsausschusses für Strafverfolgungsangelegenheiten.
Im Juli 2021 folgte er Arsen Awakow ins Amt des Innenministers der Ukraine.

## Tod
Monastyrskyj starb am 18. Januar 2023 im Alter von 42 Jahren bei einem Hubschrauberabsturz mit einem Airbus Helicopters H225 des Staatlichen Dienstes für Notfallsituationen der Ukraine in Browary in der Nähe von Kiew, bei dem mindestens 13 weitere Menschen, darunter auch ein Kind, ums Leben kamen. Neben den Todesopfern sind laut offiziellen Angaben 25 Personen verletzt worden, darunter elf Kinder. Neun der Toten waren Insassen des Hubschraubers. Als Monastyrskyjs Nachfolger wurde noch am Tag seines Todes der amtierende Polizeichef Ihor Klymenko zum Innenminister ernannt.